# وحيد القرن الأبيض الشمالي
وحيد القرن الأبيض الشمالي هو أحد نويعين من وحيد القرن الأبيض. كان يتواجد مسبقاً في عدة دول في وسط وشرق أفريقيا جنوبي الصحراء الكبرى، وهو مدرج على قائمة الحيوانات المعرضة للخطر للغاية.

## وصلات خارجية
- Ol Pejeta Conservancy